# رومان حيدر
رومان حيدر هو سياسي نمساوي، ولد في 13 أبريل 1967 في Grieskirchen ‏ في النمسا. نشط حزبياً في حزب الحرية النمساوي. وقد انتخب ممثل الجمعية البرلمانية لمجلس أوروبا ‏ لترشحه ضمن قائمة النمسا، (22 يناير 2018 – ) وفي انتخابات البرلمان الأوروبي في النمسا 2019 ‏، انتخب عضو في البرلمان الأوروبي عن دائرة النمسا ‏ لترشحه ضمن قائمة حزب الحرية النمساوي، وقد انضم خلال فترته النيابية (2 يوليو 2019 – ) للكتلة البرلمانية الهوية والديمقراطية وانتخب عضو المجلس الوطني للنمسا ‏ عن دائرة  وقد انضم خلال فترته النيابية ‏ ( – 1 يوليو 2019) للكتلة البرلمانية Freedom Party Parliamentary Group ‏.